# Hemmingsmark
Hemmingsmark är en tätort i södra Norrbotten, i Piteå kommun. Hemmingsmark ligger cirka 15 km sydväst om Piteå och strax nordväst om sjön Hemträsket i Jävreåns (här kallad Hemmingsmarkån) flodområde. Under 2017 lade Skanova ner det kopparbaserade telenätet på orten.

## Historia
Byns namn var "Hemmigzmark" redan i den första landskapshandlingen för Västerbotten år 1539. Byn hade sju gårdar med åtta registrerade manliga personer. Självklart fanns kvinnor och barn i byn, men på den tiden registrerades endast hemmansägarna, inte kvinnor och barn. Kvinnor nämndes endast i landskapshandlingarna om de blivit änkor och övertagit hemmanet efter en avliden make eller om de var ogifta döttrar - benämnd pigor - som blivit kvar på gården efter föräldrarna dött.
När topograf och genealog Abraham Abrahamsson Hülphers vid mitten av 1700-talet gjorde sin resa genom hela Norrland, Norrbotten inkluderad, besökte han även Piteå socken. Vid visiten fick han höra den lokala historien om hur Hemmingsmark fått sitt namn. I socknen fanns fyra bröder: Henning, Sjul, Sven och Erik. Henning gav namn till byn Hemmingsmark, Sjul till byn Sjulnäs och Sven till Svensbyn, medan Erik flyttade till Luleå socken och gav namn till byn Ersnäs.

## Befolkningsutveckling
| Befolkningsutvecklingen i Hemmingsmark 1960–2020 | Befolkningsutvecklingen i Hemmingsmark 1960–2020 | Befolkningsutvecklingen i Hemmingsmark 1960–2020 | Befolkningsutvecklingen i Hemmingsmark 1960–2020 | Befolkningsutvecklingen i Hemmingsmark 1960–2020 |
| ------------------------------------------------ | ------------------------------------------------ | ------------------------------------------------ | ------------------------------------------------ | ------------------------------------------------ |
|                                                  |                                                  |                                                  |                                                  |                                                  |
| År                                               |                                                  |                                                  | Folkmängd                                        | Areal (ha)                                       |
| 1960                                             | 1960                                             |                                                  | 302                                              | 77                                               |
| 1965                                             | 1965                                             |                                                  | 303                                              | 77                                               |
| 1970                                             | 1970                                             |                                                  | 283                                              |                                                  |
| 1975                                             | 1975                                             |                                                  | 320                                              |                                                  |
| 1980                                             | 1980                                             |                                                  | 378                                              |                                                  |
| 1990                                             | 1990                                             |                                                  | 427                                              | 86                                               |
| 1995                                             | 1995                                             |                                                  | 418                                              | 87                                               |
| 2000                                             | 2000                                             |                                                  | 406                                              | 85                                               |
| 2005                                             | 2005                                             |                                                  | 398                                              | 85                                               |
| 2010                                             | 2010                                             |                                                  | 367                                              | 84                                               |
| 2015                                             | 2015                                             |                                                  | 366                                              | 85                                               |
| 2020                                             | 2020                                             |                                                  | 365                                              | 83                                               |
|                                                  |                                                  |                                                  |                                                  |                                                  |